# Lou Jansen (verzetsstrijder)
Louis (Lou) Jansen (Amsterdam, 28 maart 1900 – Den Haag, 9 oktober 1943) was een Nederlandse communist en verzetsman.
Jansen was kantoorbediende en vertegenwoordiger tot hij in 1938 lid werd van het secretariaat van de CPN. Na de Duitse inval werd hij in mei 1940 met Paul de Groot en Jan Dieters gekozen in het driemanschap dat de illegale partij ging leiden. Hij dook met vrouw en kinderen in het oosten van het land onder en trad met name op als verbindingsman met het district Amsterdam van de CPN. Later onderhield hij ook de contacten met de Militaire Commissie (of Militair Contact), het communistische gewapende verzet. In februari 1941 was hij nauw betrokken bij de voorbereiding van de Februaristaking.
Begin april 1943 werd Dieters en vervolgens ook Jansen gearresteerd. Ze werden als eerste Nederlanders voor een geheel uit Duitsers bestaande rechtbank gebracht. Ze werden voor hun verzetsactiviteiten ter dood veroordeeld en op 9 oktober 1943 op de Waalsdorpervlakte gefusilleerd.
Hij werd herbegraven op het Ereveld Loenen te Apeldoorn (A 486).
Lou Jansen is postuum onderscheiden met het Verzetskruis 1940-1945. Zijn naam staat vermeld op de Erelijst van Gevallenen 1940-1945. In Amsterdam is in het stadsdeel Geuzenveld-Slotermeer een plein naar hem vernoemd, het Lou Jansenplein.